# Hans Caspar von Bothmer (1727-1787)
Hans Caspar greve von Bothmer (30. juli 1727 – 1787 i Kiel) var en kurhannoversk diplomat i dansk tjeneste og overpræsident i Kiel.
Han var søn af kurhannoversk generalløjtnant og minister (= diplomat) i Danmark Friedrich Johann rigsfriherre von Bothmar og dennes anden hustru, Birgitte f. von Holstein. Han blev kammerherre 1751, envoyé extraordinaire ved det engelske hof, Ridder af Dannebrog 1763, overhofmester hos dronning Caroline Mathilde og gehejmeråd 1766, fik Ordenen de la fidélité 1767 og blev samme år i oktober afløst som overhofmester af Ditlev Conrad Reventlow. Han blev gehejmekonferensråd 1779, amtmand i Travendal og overpræsident i Kiel 1780. Han døde i Kiel 1787.
9. september 1763 ægtede han Margrethe Eleonore rigsgrevinde af Schweinitz og Krain (1736-1803); hun fik 1767 Ordenen de la fidélité.